# Sentimental (film)
Pour plus de détails, voir Fiche technique et Distribution.
Sentimental est un film espagnol réalisé par Cesc Gay, sorti en 2020.

## Synopsis
Julio et Ana forment un couple en crise qui se dispute en permanence. Un soir, Ana décide d'inviter à dîner les voisins du dessus Salva et Laura, bien que Julio n'ait pas une bonne opinion d'eux.

## Fiche technique
- Titre français : Sentimental
- Réalisation : Cesc Gay
- Scénario : Cesc Gay d'après sa pièce de théâtre Los vecinos de arriba
- Décors : Mariona Ferrer
- Photographie : Andreu Rebés
- Montage : Liana Artigal
- Pays d'origine : Espagne
- Format : Couleurs - 35 mm
- Genre : comédie
- Durée : 82 minutes
- Dates de sortie :
  - Espagne : 30 octobre 2020
  - France : 11 août 2021

## Distribution
- Belén Cuesta (VF : Pascale Mompez) : Laura
- Javier Cámara (VF : Enrique Carballido) : Julio
- Alberto San Juan (VF : Adrien Antoine) : Salva
- Griselda Siciliani (VF : Emmanuelle Rivière) : Ana

## Sortie

### Accueil critique
En France, le site Allociné recense une moyenne des critiques presse de 3,2/5.

## Distinctions

### Récompense
- 35e cérémonie des Goyas : meilleur acteur dans un second rôle pour Alberto San Juan[2]

### Nominations
- 35e cérémonie des Goyas : meilleur film, Meilleur acteur pour Javier Cámara, meilleur espoir féminin pour Griselda Siciliani, meilleur scénario adapté